# Pomník padlých lesníků
Pomník padlých lesníků je pomník lesníkům padlým v první světové válce. Nachází se v lesích pohoří Žďárské vrchy na katastru vesnice Milovy obce Sněžné v okrese Žďár nad Sázavou v Kraji Vysočina.

## Popis památníku
V dřevěné ohrádce je umístěn centrální kámen v hrubém tvaru jehlanu, který je obklopen menšími kameny. Na centrálním kameni je umístěna tmavá deska s nápisem. Pomník se nachází na trase zelené turistické značky ve směru Milovský rybník – Dráteničky u křižovatky lesní silnice nedaleko od Černého potoka (přítoku řeky Svratky).

## Nápis na památníku
| „ | PAMÁTCE PADLÝCH LESNÍKŮ 1914 – 1918. | “ |

## Další informace
V centrální evidenci válečných hrobů je evidován pod značkou CZE-6108-08917.

## Galerie

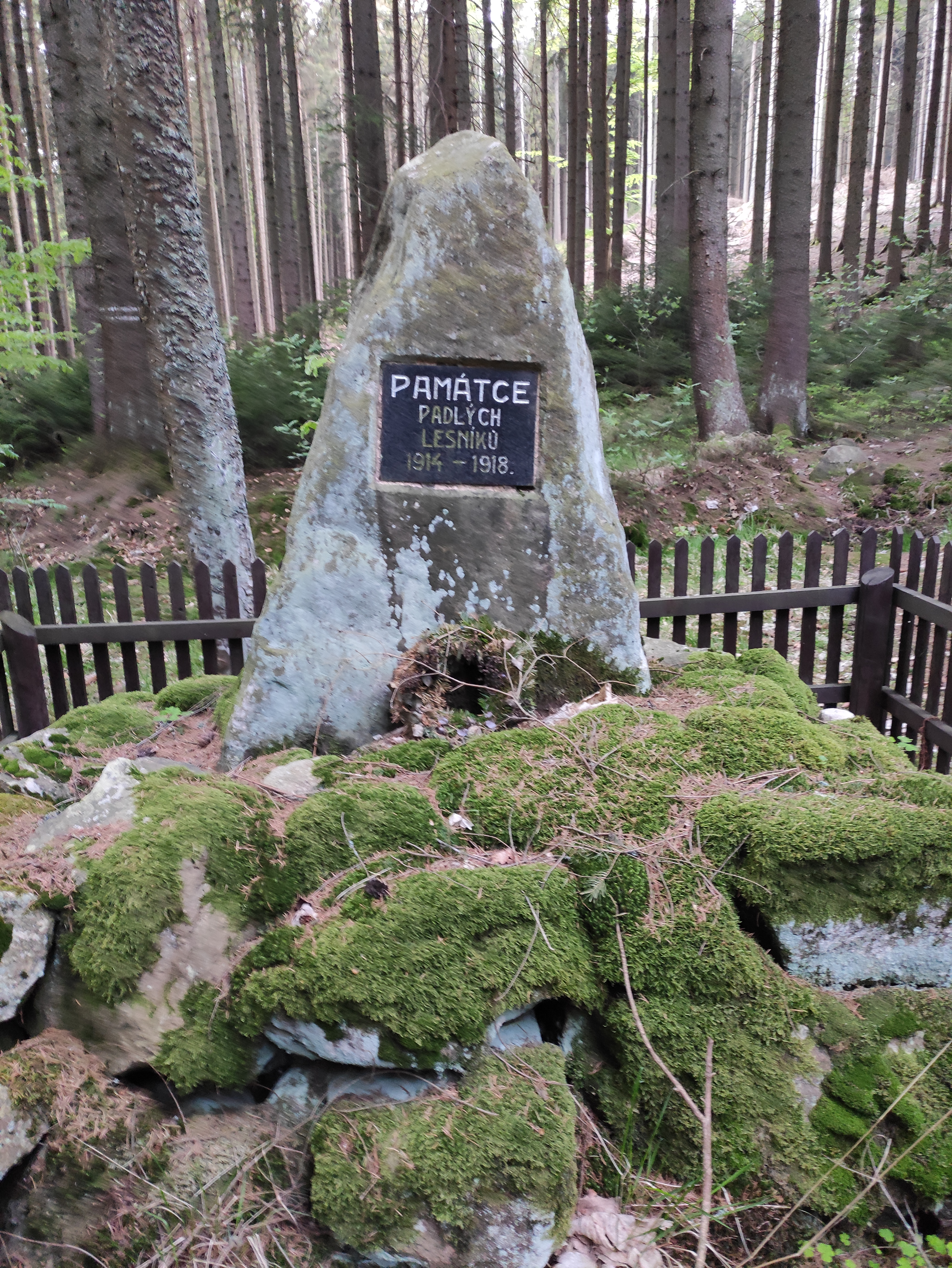
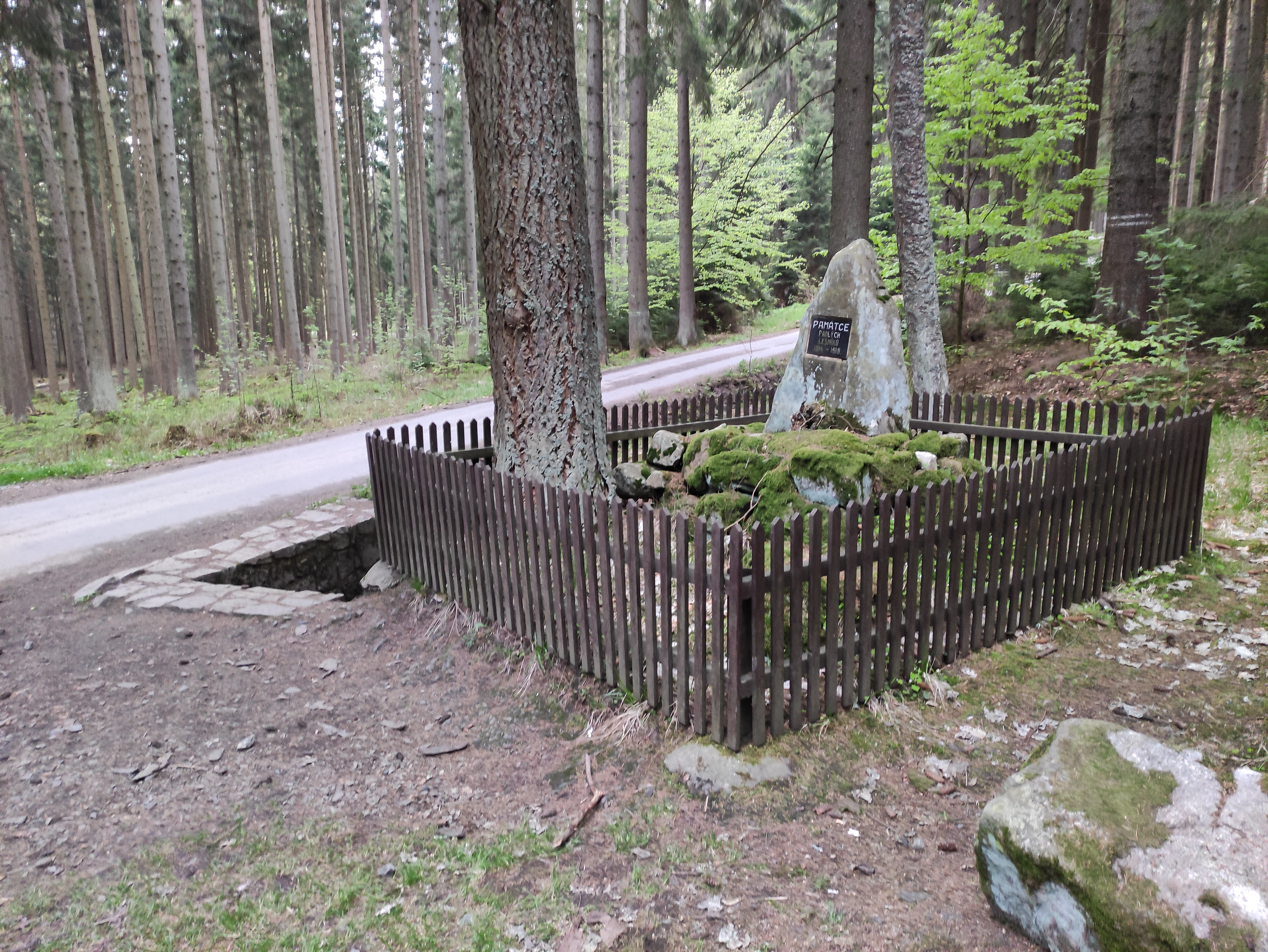